# Панданоцветные
Панданоцветные, или Панданусоцветные (лат. Pandanales) — по современной классификации APG IV порядок цветковых растений, включающий 5 семейств, 35 родов и 1 622 ботанических видов. Порядок входит в дочернюю кладу Монокоты (однодольные) клады Цветковые растения.

## Представители порядка
Наиболее известный род этого порядка — Пандан, или Панданус (Pandanus) из семейства Пандановые (Pandanaceae). Во многих районах земного шара виды пандануса выращивают как пищевые растения (в пищу употребляют плоды и основания листьев), а также для технических целей (как волокнистое растение и в качестве сырья для плетения).
Выращивают панданус и для декоративных целей, в том числе в оранжереях ботанических садов.
В качестве декоративных растений культивируются виды из рода Фрейсинетия (Freycinetia), а также некоторые представители семейства Циклантовые (Cyclanthaceae).
В медицине используют некоторые виды стемоны (Stemona) из семейства Стемоновые (Stemonaceae), а также многие виды пандануса.

## Классификация
В системе классификации Кронквиста (1981) порядок Pandanales есть, но он состоит из единственного семейства Пандановые (Pandanaceae). Семейство Циклантовые (Cyclanthaceae) выделено в отдельный порядок Cyclanthales. Семейства Стемоновые (Stemonaceae) и Веллозиевые (Velloziaceae) входят в порядок Liliales. Семейство Триурисовые (Triuridaceae) входит в порядок Triuridales.
В системе классификации Тахтаджяна (1997) порядок Pandanales входит в состав надпорядка Pandananae подкласса Aridae класса Liliopsida, но понимается в более узком по сравнению с системой APG II смысле.
Семейства, входящие в порядок Панданоцветные в системе APG IV (2016): 
- Cyclanthaceae Poit. ex A.Rich. (1824), nom. cons. — Циклантовые - 12 родов и 231 вид. Пальмовидные многолетние травы из Южной Америки, иногда кустарники или лианы.
- Pandanaceae R.Br. (1810), nom. cons. — Пандановые - 5 родов и 983 вида. Вечнозелёные древовидные растения, растущие в Африке, Южной Азии и Юго-Восточной Азии, Австралии и Океании.
- Stemonaceae Caruel (1878), nom. cons. — Стемоновые - 4 рода и 39 видов. Многолетние корневищные травянистые растения из Азии и Австралии (один вид — в Северной Америке).
- *Triuridaceae Gardner (1843), nom. cons. — Триурисовые - 8 родов и 59 видов. Бесхлорофилльные сапрофитные травы из Южной Америки, Африки, Азии, Австралии и Океании.
- Velloziaceae Hook. (1827), nom. cons. — Веллозиевые - 6 родов и 310 видов. Растения с деревянистыми стеблями (иногда высотой до шести метров) из Африки и Южной Америки.

### Таксономическое положение[1]
- Pandanales R. Br. ex Bercht. & J. Presl, 1820, Lehrb. Naturgesch. Pflanzenr. 262

Порядок Панданоцветные (Liliales) включается в дочернюю кладу Монокоты клады Цветковые растения. Кладограмма в соответствии с Системой APG IV:
|  |                          |  |                                   | порядок Панданоцветные |  | 5 семейств |  | 35 родов |  | 1 622 вида |
|  |                          |  |                                   | порядок Панданоцветные |  | 5 семейств |  | 35 родов |  | 1 622 вида |
|  | клада Цветковые растения |  |                                   |                        |  |            |  |          |  |            |
|  |                          |  |                                   |                        |  |            |  |          |  |            |
|  |                          |  | ещё 63 порядка цветковых растений |                        |  |            |  |          |  |            |
|  |                          |  |                                   |                        |  |            |  |          |  |            |